# 웨인 그레츠키
웨인 더글러스 그레츠키(영어: Wayne Douglas Gretzky CC, 영어 발음: /weɪn ˈdʌɡləs ˈɡrɛtski/, 1961년 1월 26일~)는 캐나다의 아이스하키 선수, 지도자이다. 약 20년간 내셔널 하키 리그(NHL)에서 활동하며 아이스하키 역사상 가장 뛰어난 업적을 남긴 선수 중 한 명으로 잘 알려져 있으며 아이스하키 역사상 최고의 선수로 불리고 있다. 그는 '위대한 선수(영어: The Great One)라고도 불리며 역대 최고의 아이스하키 선수로 인정받는다.
온타리오주 브랜트퍼드에서 태어난 그레츠키는 어린 시절부터 아이스하키를 즐겨 주니어 리그에서 두각을 나타내었고, 1978년 시니어 리그인 월드 하키 리그(WHA) 소속의 인디애나폴리스 레이서스에 입단했다. 그러나 곧 레이서스가 매각되면서 그는 에드먼턴 오일러스로 옮겼다. 다음해 1979년, 에드먼턴 오일러스는 NHL 소속이 되었다.
그레츠키는 처음에 아이스하키 선수로는 크지 않은 체구로, NHL에서 큰 기대를 모으지 않았다. 그러나 빠른 속도와 정교한 기술로 작은 체구를 극복하며 NHL의 새로운 팀인 에드먼턴 오일러스를 상위권으로 올려놓는 데 기여했다. 그레츠키는 1981년 NHL 최고 득점 선수에 올랐고, 이후 7연속으로 최고 득점 선수 자리에 올랐다. 1982년에는 최초로 한 시즌에서 200골을 기록했고, 그의 활약으로 1983년 오일러스는 처음으로 스탠리 컵 파이널에 진출했으며, 1984년에는 스탠리 컵 우승을 차지하였다.
그가 활동하는 동안 소속팀 오일러스가 1984년·1985년·1987년·1988년 등 4차례 스탠리 컵을 차지하였을 뿐 아니라, 그의 활약으로 NHL의 인기도 더욱 높아져 신생팀이 창단되는 등 NHL의 위상도 높아졌다.
1988년 네 번째로 스탠리 컵을 차지한 후 그레츠키는 로스앤젤레스 킹스로 이적했다. 그는 킹스에서 활동할 때에도 세 차례 NHL 득점왕에 올랐고, 8시즌동안 활동한 후 1996년 세인트루이스 블루스로 옮겼다. 블루스에서 한 시즌을 보내고 뉴욕 레인저스로 이적했으나, 이 때 이미 그는 30대 후반의 나이로 부상에 시달리고 있었기 때문에 큰 활약은 펼치지 못했다.
아이스하키 국가대항전에서는 캐나다 국가대표팀의 일원으로 활동했으며 주니어 대표팀 선수로서 1978년 세계 주니어 선수권 대회에서  동메달을 획득했다. 성인 대표팀 선수가 된 후 1982년 세계 선수권 대회에서도 같은 성과를 거뒀다. 그는 캐나나 대표팀 선수로 참가한 8개 대회 중 6개 대회를 대회 득점왕에 올랐으며  캐나다컵에서도 3회 우승, 1회 준우승을 달성했다. 마지막으로 참가한 국제 대회이자 유일한 올림픽 대회였던 1998년 동계 올림픽에서는 4위에 올랐다.
그레츠키는 1999년 은퇴했으며, 은퇴시까지 894골의 정규 리그 최다 득점 기록과 1963개의 어시스트 기록 등 아이스하키 사상 가장 뛰어난 기록을 남기며 하키계의 전설로 통했다. 등번호 99번은 NHL 전 구단 영구 결번으로 지정되었고, 그레츠키는 하키 명예의 전당에 올랐다.
은퇴 후 그는 지도자로 변신하여 2002년 동계 올림픽의 캐나다 남자 아이스하키 대표팀 단장을 맡았으며, 이때 캐나다 아이스하키팀은 숙적 미국을 꺾고 동계 올림픽에서 50년 만에 금메달을 획득하였다. 2005년~2009년에는 NHL의 피닉스 카이오티스 감독을 맡았으나, 그가 감독으로 있는 동안 코요테스는 플레이오프에 진출하지 못했다. 캐나다에서 가장 유명한 스포츠 선수 중 하나로 널리 알려져 있는 그는, 2010년 캐나다 밴쿠버에서 열린 제21회 동계 올림픽 성화 봉송 최종 주자였다.

## 서훈
- 1984년 캐나다 훈장 장교(OC) 수훈
- 2009년 캐나다 훈장 동반자(CC)으로 훈위 승급